# Valerio Cleri
Valerio Cleri (né le 19 juin 1981 à Palestrina, dans la province de Rome et la région Latium) est un nageur italien.

## Biographie
Athlète polyvalent, Valerio Cleri nage soit en bassin, soit en eau libre.
Ses débuts internationaux datent de 1999 ; cette année-là, il participe, du 14 au 17 juillet, aux Championnats d'Europe juniors de natation où il s'aligne dans 4 épreuves, les 400, 800, 1 500 m nage libre et 400 m 4 nages, et obtient sa meilleure place en terminant 7e des 400 et 800 m,. 
Son 2e rendez-vous international a lieu quatre années plus tard à la XXIIe Universiade d'été à Daegu, en Corée du Sud ; il n'arrive toutefois pas à se qualifier pour la finale des trois épreuves, 400, 800 m nage libre et 400 m 4 nages, auxquelles il participe. 
Il décroche sa première médaille mondiale dans son pays, à Naples, lors des Championnats du monde de nage en eau libre 2006 ; dans l'épreuve très disputée des 10 km, il termine second à 1 s 10 du vainqueur, l'Allemand Thomas Lurz et devançant de seulement 20 centièmes de seconde le Russe Ievgueni Drattsev.
En 2007, il termine troisième de la Coupe du monde de nage en eau libre et remporte 4 victoires du circuit.
En 2008, pour sa première participation aux Jeux olympiques, il s'aligne dans l'épreuve des 10 km en eau libre, nouvellement incluse dans le programme olympique ; il échoue au pied du podium, devancé à nouveau par Thomas Lurz de 13 s 90.
Un peu plus de trois semaines plus tard, il monte sur la plus haute marche du podium en remportant l'épreuve des 25 km en eau libre des Championnats d'Europe à Dubrovnik, en Croatie, devant le Français Joanes Hedel.
Cette même année 2008, il remporte la Coupe du monde de nage en eau libre, s'adjugeant 5 victoires et une place de troisième.
Le 25 juillet 2009, il est sacré champion du monde des 25 km en eau libre à Rome ; il devient ainsi le premier Italien à remporter le titre mondial dans cette épreuve.

## Palmarès

### Jeux olympiques d'été
| Année            | Pékin 2008           |
| ---------------- | -------------------- |
| 10 km individuel | 4e 1 h 52 min 7 s 54 |

### Championnats du monde
| Année            | Naples 2006               | Melbourne 2007        | Séville 2008          | Rome 2009             |
| ---------------- | ------------------------- | --------------------- | --------------------- | --------------------- |
| 10 km individuel | Argent 2 h 10 min 40 s 50 | 15e 1 h 56 min 8 s 18 | 8e 1 h 53 min 38 s 80 | 8e 1 h 52 min 11 s 40 |
| 25 km individuel | -                         | -                     | -                     | Or 5 h 26 min 31 s 60 |

### Championnats d'Europe
| Année            | Budapest 2006          | Dubrovnik 2008        | Budapest 2010            |
| ---------------- | ---------------------- | --------------------- | ------------------------ |
| 10 km individuel | 12e 1 h 58 min 49 s 10 | 7e 1 h 52 min 59 s 10 | Argent 1 h 54 min 24 s 8 |
| 25 km individuel | -                      | Or 4 h 29             |                          |